# تپه اشرفی
تپه اشرفی مربوط به دوران‌های تاریخی پس از اسلام است و در شهرستان بیجار، بخش چنگ الماس، روستای کنامار واقع شده و این اثر در تاریخ ۱۰ دی ۱۳۸۱ با شمارهٔ ثبت ۶۸۱۸ به‌عنوان یکی از آثار ملی ایران به ثبت رسیده است.